# مستوى السمع
مستوى السمع (بالإنجليزية: Hearing level)‏ هو مستوى ضغط الصوت الناتج عن جهاز قياس السمع عند تردد معين ويتم قياسه بالديسيبل مع الإشارة إلى قياس السمع الصفري. يعتبر السمع ضعيفًا عندما يتم تحويل مستوى السمع إلى 25 ديسيبل أو أكثر.